# Annegret Steffien
Annegret Steffien (* um 1948) ist eine ehemalige deutsche Tischtennisspielerin mit aktiver Zeit in den 1960er und 1970er Jahren. Bei den Deutschen Meisterschaften gewann sie vier Bronzemedaillen.

## Werdegang
Annegret Steffien war aktiv bei den Vereinen Holstein Kiel, Kieler TTK Grün-Weiß, VfB Lübeck, TTC Ramsharde,  Holstein Quickborn und TSV Kronshagen. 1964 wurde sie im Doppel mit Karin Herzog Deutsche Meisterin bei den Mädchen. Bei den Erwachsenen nahm sie an mehreren Deutschen Meisterschaften teil. Hier holte sie vier Mal Bronze, nämlich 1966 im Doppel mit Annemarie Huwe, 1970 im Doppel mit Jutta Trapp sowie 1971 im Doppel mit Monika Kneip und im Mixed mit Bernt Jansen. Im Deutschlandpokal siegte sie 1970 mit der Damenmannschaft Schleswig-Holsteins.
1975 wurde sie mit Holstein Quickborn Meister der Oberliga-Nord, bei den Aufstiegsspielen zur Damen-Bundesliga wurde jedoch der Aufstieg verpasst.
Mitte der 1970er Jahre arbeitete Annegret Steffien bei einer Sportartikelfirma in Landau. Später betätigte sie sich als Sportmanagerin bei der Dresdener SORAD Sportler- und Sportmanagement GmbH, bis 1991 als Geschäftsführerin, danach bis 1995 als Prokuristin. In dieser Funktion nahm sie beispielsweise 1980 den chinesischen Tischtennisweltmeister Liang Geliang unter Vertrag.